# Llista d'asteroides/91801–91900
| Nom                  | Designació provisional | Data de descobriment | Lloc de descobriment | Descobridor/s                    |
| -------------------- | ---------------------- | -------------------- | -------------------- | -------------------------------- |
| 91801 -              | 1999 TC235             | 3 d'octubre, 1999    | Catalina             | CSS                              |
| 91802 -              | 1999 TH235             | 3 d'octubre, 1999    | Catalina             | CSS                              |
| 91803 -              | 1999 TZ235             | 3 d'octubre, 1999    | Catalina             | CSS                              |
| 91804 -              | 1999 TX237             | 4 d'octubre, 1999    | Kitt Peak            | Spacewatch                       |
| 91805 -              | 1999 TB241             | 4 d'octubre, 1999    | Catalina             | CSS                              |
| 91806 -              | 1999 TJ244             | 7 d'octubre, 1999    | Catalina             | CSS                              |
| 91807 -              | 1999 TU245             | 7 d'octubre, 1999    | Catalina             | CSS                              |
| 91808 -              | 1999 TH247             | 8 d'octubre, 1999    | Catalina             | CSS                              |
| 91809 -              | 1999 TG248             | 8 d'octubre, 1999    | Catalina             | CSS                              |
| 91810 -              | 1999 TQ249             | 9 d'octubre, 1999    | Catalina             | CSS                              |
| 91811 -              | 1999 TL252             | 8 d'octubre, 1999    | Socorro              | LINEAR                           |
| 91812 -              | 1999 TQ252             | 9 d'octubre, 1999    | Socorro              | LINEAR                           |
| 91813 -              | 1999 TL254             | 8 d'octubre, 1999    | Socorro              | LINEAR                           |
| 91814 -              | 1999 TV261             | 13 d'octubre, 1999   | Socorro              | LINEAR                           |
| 91815 -              | 1999 TO265             | 3 d'octubre, 1999    | Socorro              | LINEAR                           |
| 91816 -              | 1999 TA267             | 3 d'octubre, 1999    | Socorro              | LINEAR                           |
| 91817 -              | 1999 TG267             | 3 d'octubre, 1999    | Socorro              | LINEAR                           |
| 91818 -              | 1999 TU267             | 3 d'octubre, 1999    | Socorro              | LINEAR                           |
| 91819 -              | 1999 TB268             | 3 d'octubre, 1999    | Socorro              | LINEAR                           |
| 91820 -              | 1999 TT268             | 3 d'octubre, 1999    | Socorro              | LINEAR                           |
| 91821 -              | 1999 TN277             | 6 d'octubre, 1999    | Socorro              | LINEAR                           |
| 91822 -              | 1999 TU277             | 6 d'octubre, 1999    | Socorro              | LINEAR                           |
| 91823 -              | 1999 TJ280             | 7 d'octubre, 1999    | Socorro              | LINEAR                           |
| 91824 -              | 1999 TU280             | 8 d'octubre, 1999    | Socorro              | LINEAR                           |
| 91825 -              | 1999 TM281             | 8 d'octubre, 1999    | Socorro              | LINEAR                           |
| 91826 -              | 1999 TP281             | 8 d'octubre, 1999    | Socorro              | LINEAR                           |
| 91827 -              | 1999 TK282             | 9 d'octubre, 1999    | Socorro              | LINEAR                           |
| 91828 -              | 1999 TU282             | 9 d'octubre, 1999    | Socorro              | LINEAR                           |
| 91829 -              | 1999 TE284             | 9 d'octubre, 1999    | Socorro              | LINEAR                           |
| 91830 -              | 1999 TF297             | 2 d'octubre, 1999    | Catalina             | CSS                              |
| 91831 -              | 1999 TX298             | 2 d'octubre, 1999    | Kitt Peak            | Spacewatch                       |
| 91832 -              | 1999 TS300             | 3 d'octubre, 1999    | Catalina             | CSS                              |
| 91833 -              | 1999 TW304             | 6 d'octubre, 1999    | Socorro              | LINEAR                           |
| 91834 -              | 1999 TU308             | 6 d'octubre, 1999    | Kitt Peak            | Spacewatch                       |
| 91835 -              | 1999 TV310             | 4 d'octubre, 1999    | Kitt Peak            | Spacewatch                       |
| 91836 -              | 1999 TA311             | 5 d'octubre, 1999    | Catalina             | CSS                              |
| 91837 -              | 1999 TB311             | 5 d'octubre, 1999    | Catalina             | CSS                              |
| 91838 -              | 1999 TF314             | 8 d'octubre, 1999    | Socorro              | LINEAR                           |
| 91839 -              | 1999 TX314             | 8 d'octubre, 1999    | Catalina             | CSS                              |
| 91840 -              | 1999 TZ318             | 12 d'octubre, 1999   | Kitt Peak            | Spacewatch                       |
| 91841 -              | 1999 TA321             | 10 d'octubre, 1999   | Socorro              | LINEAR                           |
| 91842 -              | 1999 TP322             | 2 d'octubre, 1999    | Socorro              | LINEAR                           |
| 91843 -              | 1999 UF1               | 16 d'octubre, 1999   | Višnjan Observatory  | K. Korlević                      |
| 91844 -              | 1999 UR2               | 19 d'octubre, 1999   | Ondřejov             | P. Kušnirák, P. Pravec           |
| 91845 -              | 1999 UT2               | 19 d'octubre, 1999   | Ondřejov             | P. Kušnirák, P. Pravec           |
| 91846 -              | 1999 UY3               | 31 d'octubre, 1999   | Prescott             | P. G. Comba                      |
| 91847 -              | 1999 UW5               | 29 d'octubre, 1999   | Catalina             | CSS                              |
| 91848 -              | 1999 UG6               | 28 d'octubre, 1999   | Xinglong             | BAO Schmidt CCD Asteroid Program |
| 91849 -              | 1999 UK6               | 28 d'octubre, 1999   | Xinglong             | BAO Schmidt CCD Asteroid Program |
| 91850 -              | 1999 UN7               | 31 d'octubre, 1999   | Ondřejov             | L. Šarounová                     |
| 91851 -              | 1999 UA8               | 29 d'octubre, 1999   | Catalina             | CSS                              |
| 91852 -              | 1999 UD8               | 29 d'octubre, 1999   | Catalina             | CSS                              |
| 91853 -              | 1999 UK8               | 29 d'octubre, 1999   | Catalina             | CSS                              |
| 91854 -              | 1999 UA9               | 29 d'octubre, 1999   | Catalina             | CSS                              |
| 91855 -              | 1999 UD11              | 31 d'octubre, 1999   | Socorro              | LINEAR                           |
| 91856 -              | 1999 UB13              | 29 d'octubre, 1999   | Catalina             | CSS                              |
| 91857 -              | 1999 UR13              | 29 d'octubre, 1999   | Catalina             | CSS                              |
| 91858 -              | 1999 US16              | 29 d'octubre, 1999   | Catalina             | CSS                              |
| 91859 -              | 1999 UX17              | 30 d'octubre, 1999   | Kitt Peak            | Spacewatch                       |
| 91860 -              | 1999 UL18              | 30 d'octubre, 1999   | Kitt Peak            | Spacewatch                       |
| 91861 -              | 1999 UT18              | 30 d'octubre, 1999   | Kitt Peak            | Spacewatch                       |
| 91862 -              | 1999 US20              | 31 d'octubre, 1999   | Kitt Peak            | Spacewatch                       |
| 91863 -              | 1999 UV23              | 28 d'octubre, 1999   | Catalina             | CSS                              |
| 91864 -              | 1999 UW24              | 28 d'octubre, 1999   | Catalina             | CSS                              |
| 91865 -              | 1999 UD25              | 28 d'octubre, 1999   | Catalina             | CSS                              |
| 91866 -              | 1999 UD27              | 30 d'octubre, 1999   | Kitt Peak            | Spacewatch                       |
| 91867 -              | 1999 UC30              | 31 d'octubre, 1999   | Kitt Peak            | Spacewatch                       |
| 91868 -              | 1999 UF36              | 16 d'octubre, 1999   | Kitt Peak            | Spacewatch                       |
| 91869 -              | 1999 UU38              | 29 d'octubre, 1999   | Anderson Mesa        | LONEOS                           |
| 91870 -              | 1999 UA39              | 29 d'octubre, 1999   | Anderson Mesa        | LONEOS                           |
| 91871 -              | 1999 UT39              | 31 d'octubre, 1999   | Kitt Peak            | Spacewatch                       |
| 91872 -              | 1999 UL41              | 18 d'octubre, 1999   | Kitt Peak            | Spacewatch                       |
| 91873 -              | 1999 UM42              | 28 d'octubre, 1999   | Catalina             | CSS                              |
| 91874 -              | 1999 UW43              | 29 d'octubre, 1999   | Catalina             | CSS                              |
| 91875 -              | 1999 UF44              | 29 d'octubre, 1999   | Catalina             | CSS                              |
| 91876 -              | 1999 UO44              | 30 d'octubre, 1999   | Anderson Mesa        | LONEOS                           |
| 91877 -              | 1999 UK45              | 31 d'octubre, 1999   | Catalina             | CSS                              |
| 91878 -              | 1999 UV45              | 31 d'octubre, 1999   | Catalina             | CSS                              |
| 91879 -              | 1999 UZ45              | 31 d'octubre, 1999   | Catalina             | CSS                              |
| 91880 -              | 1999 UC46              | 31 d'octubre, 1999   | Catalina             | CSS                              |
| 91881 -              | 1999 UR46              | 31 d'octubre, 1999   | Anderson Mesa        | LONEOS                           |
| 91882 -              | 1999 UT48              | 31 d'octubre, 1999   | Catalina             | CSS                              |
| 91883 -              | 1999 UG49              | 31 d'octubre, 1999   | Catalina             | CSS                              |
| 91884 -              | 1999 UH49              | 31 d'octubre, 1999   | Catalina             | CSS                              |
| 91885 -              | 1999 UK49              | 31 d'octubre, 1999   | Catalina             | CSS                              |
| 91886 -              | 1999 UB50              | 30 d'octubre, 1999   | Catalina             | CSS                              |
| 91887 -              | 1999 UZ50              | 30 d'octubre, 1999   | Kitt Peak            | Spacewatch                       |
| 91888 -              | 1999 UA51              | 31 d'octubre, 1999   | Catalina             | CSS                              |
| 91889 -              | 1999 UQ59              | 31 d'octubre, 1999   | Catalina             | CSS                              |
| 91890 Kiriko Matsuri | 1999 VD2               | 4 de novembre, 1999  | Yanagida             | A. Tsuchikawa                    |
| 91891 -              | 1999 VJ2               | 5 de novembre, 1999  | Oizumi               | T. Kobayashi                     |
| 91892 -              | 1999 VB3               | 1 de novembre, 1999  | Kitt Peak            | Spacewatch                       |
| 91893 -              | 1999 VP4               | 1 de novembre, 1999  | Catalina             | CSS                              |
| 91894 -              | 1999 VH5               | 6 de novembre, 1999  | High Point           | D. K. Chesney                    |
| 91895 -              | 1999 VV5               | 5 de novembre, 1999  | Oizumi               | T. Kobayashi                     |
| 91896 -              | 1999 VY9               | 9 de novembre, 1999  | Fountain Hills       | C. W. Juels                      |
| 91897 -              | 1999 VB10              | 9 de novembre, 1999  | Fountain Hills       | C. W. Juels                      |
| 91898 -              | 1999 VB11              | 8 de novembre, 1999  | Gnosca               | S. Sposetti                      |
| 91899 -              | 1999 VT11              | 7 de novembre, 1999  | Reedy Creek          | J. Broughton                     |
| 91900 -              | 1999 VV11              | 5 de novembre, 1999  | San Marcello         | L. Tesi, M. Tombelli             |